# Факел (Ігринський район)
Фа́кел (рос. Факел) — село (в минулому смт) в Ігринському районі Удмуртії, Росія.

## Населення
Населення — 1780 осіб (2010; 2029 в 2002).

## Урбаноніми[3]
- вулиці — Будівників, Гагаріна, Дагестанська, Енгельса, Заводська, Карла Маркса, Кірова, Комунальна, Лісова, Лучна, Маяковського, Молодіжна, Набережна, Некрасова, Олега Шкляєва, Північна, Пушкіна, Радянська, Суворова, Червона, Ювілейна
- провулки — Енгельса, Пушкіна, Суворова